# Liste der Bodendenkmale in Borne (bei Staßfurt)
In der Liste der Bodendenkmale in Borne (bei Staßfurt) sind alle Bodendenkmale der Gemeinde Borne und ihrer Ortsteile aufgelistet. Grundlage ist die Veröffentlichung der Landesdenkmalliste mit Stand vom 25. Februar 2016.  Die Baudenkmale sind in der Liste der Kulturdenkmale in Borne (bei Staßfurt) aufgeführt.
| Denkmal-ID | Fundart             | Ortsteil | Bezeichnung                                  | Zeitstellung | Lage                                                                                       | Bemerkungen | Bild |
| ---------- | ------------------- | -------- | -------------------------------------------- | ------------ | ------------------------------------------------------------------------------------------ | --- | ---- |
| 428310094  | Grabmal > Grabhügel | Borne    | Grabhügel „Langes Hoch“                      | undatiert    | Langwall, südöstlich des Ortskerns (Lage)                                                  | Slawische Nachbestattung (Altgrabung)!, mit Schläfenring. Hügel noch ca. 3 m hoch und ca. 15–20 m breit, stark bewachsen.                                        |      |
| 428310166  | Befestigung > Burg  | Borne    | Burganlage                                   | undatiert    | Ortslage, östlich des alten Friedhofs um die Kirche bzw. unter der Kirche, Wallberg (Lage) | Deutliche Erhebung im Ort, Kirche wurde anscheinend auf dem höchsten Punkt hineingebaut. Wohl ehemalige Burganlage.                                              |      |
| 428310121  | besonderer Stein    | Borne    | „Steinkreuz“/Stein mit Kreuz und Pfeilbündel | Mittelalter  | im Ort, Ernst-Thälmann-Straße 27, Bürgersteig (Lage)                                       | Buntsandstein; Kreuzdarstellung und Pfeilbündel im unteren Bereich. Stein unvollständig, ca. 1,50–1,60 m hoch. Seitlich Schleifrillen.                           |      |
| 428310095  | Wüstung             | Borne    | Kirchenruine der Wüstung Nalpke              | Mittelalter  | in einem Busch (Lage)                                                                      | Mehrere Meter hoher Turmrest, größtenteils aus Buntsandstein, aber auch anderen Steinen, u. a. Kalksteinen. In den letzten Jahren sandgestrahlt und neu verfugt. |      |